# ReCore
ReCore es un videojuego de acción y aventura desarrollado por Comcept y Armature Studio, producido por Keiji Inafune y distribuido por Microsoft, que lanzado el 2.º trimestre de 2016 para Xbox One y PC. El tráiler fue presentado el 15 de junio de 2015 en la conferencia del E3 de Microsoft.

## Trama
La historia y desarrollo del juego se lleva a cabo en un planeta ubicado fuera del sistema solar al cual se le llama como Edén Lejano.
La humanidad ha tenido grandes avances tecnológicos en la industria aeroespacial, lo que le ha permitido viajar hasta ese planeta en naves especialmente diseñadas para ese propósito.
El principal objetivo de este viaje además de colonizar Edén Lejano es la buscar salvar a la humanidad de una enfermedad que esta acabando con la población del planeta tierra, esta enfermedad recibe el nombre de "Diablo de Polvo" y cuyo origen en el juego se indica que es un bacteria; la cual se puede transmitir por el aire y se intuye que esta enfermedad puede causar grandes estragos en los cuerpos de los infectados, esto se sabe por uno de los personajes secundarios de la historia y los registros de voz que se encuentran a lo largo del juego.
Para poder colonizar Edén Lejano la humanidad cuenta con la tecnología necesaria para poder realizar una terraformación a dicho planeta y convertir el hostil clima de planeta en uno apropiado para la vida humana. Utilizando varias instalaciones especiales en tierra a los que llaman "Pilones", los cuales tiene la capacidad de modificar la atmósfera del planeta cuando trabajan en conjunto y una estación principal que controla los Pilones, la cual recibe el nombre de "Torre del Edén".
Estas estaciones serían construidas y operadas en un principio por robots inteligentes llamados "Núcleobot". 
Los núcleobot son robots inteligentes desarrollados por los humanos; los cuales se conforman de dos partes principales el cuerpo y el núcleo, El cuerpo es un mecanismo que le permite al núcleobot moverse e interactuar con su entorno, los cuerpos están diseñados en base a apariencias animales la mayoría y desarrollados para la realización de diferentes trabajos que cada núcleobot debe desempeñar. 
El Núcleo funciona como su fuente de energía y en este se encuentra toda programación, conciencia, inteligencia y aparente vida del núcleobot. 
Los núcleos pueden ser montados en diferentes cuerpos con diversos resultados de desempeños en sus tareas y cada núcleo posee una personalidad propia. Si a un núcleobot le es destruido el cuerpo pero su núcleo esta intacto, simplemente se instala en otro cuerpo y funcionara normalmente, pero si el núcleo es destruido es el fin del núcleobot.
Los núcleobot serían enviados antes que los seres humanos para explorar el planeta; construir todas las instalaciones necesarias para desarrollar y operar los pilones y la Torre del Edén.
Poco después de que los núcleobot cumplieran con su labor inicial, llegarían los primeros seres humanos seleccionados para continuar con el proceso de terraformación y colonización. Pero, poco después de esto; ocurrió una especie de rebelión entre los núcleobot que llevarían a una guerra entre ellos y terminaría deteniendo todo el proceso de terraformación y colonización del planeta.
Esta rebelión y posterior guerra comenzó cuando uno de los núcleobot más avanzados de nombre "Víctor" comenzó a tener un comportamiento anómalo y diferente al que debía de tener; con el tiempo se convenció así mismo y a otros núcleobot de que los humanos no eran necesarios para ellos y que por el contrario significarían un problema para estos, formando así una agrupación al que llamaron "El culto de Obsidiana"; los cuales ya no cumplían con sus labores para la terraformación y por el contrario junto con Víctor comenzaron los planes para destrucción de las naves que transportaban a los seres humanos y que en ese momento se encontraban en un sueño criogénico, orbitando el planeta en espera de la señal para poder descender a este.
Mientras en el bando contrario los núcleobot Cee-Zar, V1-0LT y A0K junto con otros núcleobot que no compartían las ideas del Culto de Obsidiana formaron un grupo llamado "La Rebelión"; el cual tenía como misión detener los planes de Víctor y erradicar al culto de obsidiana.
Durante la guerra de los núcleobot existieron muchas bajas para ambos bandos; pero el hecho que Víctor y sus agrupación controlaran varias de las instalaciones clave como la "Fundición de Núcleos" donde se creaban nuevos núcleos y la casa del "Casa del Acero" donde se forjaban nuevos cuerpos. Dieron al Culto de Obsidiana una ventaja enorme ya que podían seguir creando más Núcleobot para cubrir su bajas. Mientras que La Rebelión solamente contaba con los núcleobot que habían unido a sus filas desde un principio. 
Pese a la desventaja numérica La Rebelión logró tener grandes éxitos en su cruzada contra el Víctor y el Culto, sin embargo; tres grandes acontecimientos cambiaron todo.
El primero fue la destrucción de las naves colonizadoras que se encontraban orbitando el planeta, Víctor utilizando cohetes que se encontraban en su poder, apuntó hacia el cielo y destruyendo todas las naves humanas, provocando durante días una lluvia de destellos que caían en las arenas del planeta con restos de las naves. Mientras que la rebelión no pudo hacer nada para evitarlo solamente quedando limitados a ver los restos de las naves enterradas en la arena.
El segundo fue cuando el Culto saboteo los transportes (Reptadores) de los humanos que ya se encontraban en la superficie y que no habían despertado aun del sueño criogénico, provocando la muerte de mucho seres humanos y la destrucción de sus núcleobot que los protegían. La Rebelión luchó logrando salvar varias cápsulas.
El tercero fue cuando Víctor y el Culto aprovecharon los restos de las naves humanas que había en las arenas para construir un gigantesco núcleobot llamado "Titan"; el cual Víctor utilizó para poder ingresar en la Torre del Edén, la cual hasta ese momento no había podido conquistar debido a que esta solo podían ingresar humanos. El ejército Rebelde luchó ferozmente para detener al Titan, logrando destruirlo cuando V1-0LT entró dentro de este y logró cortar la conexión entre el núcleo y el cuerpo, con lo cual eliminó para siempre aquel gigante; sin embargo, el precio a pagar por este logro fue la práctica aniquilación de todos los núcleobot de La Rebelión al ser aplastados por las manos y patas del Titan.
Después de detener al Titan, los pocos miembros que quedaban de La Rebelión se encaminaron hacia la Torre del Edén para detener a Víctor; encontrando una férrea resistencia siendo que el núcleobot Cee-Zar fuera capaz de llegar hasta donde se encontraba Víctor y luchar con este. Cuando V1-0LT llegó hasta la cima donde se encontraban Víctor y Cee-Zar, solo llegó para ver la destrucción de su compañero a manos de Víctor, para posteriormente ser todos expulsados de la torre por un campo de energía.
A partir de estos eventos los Pilones dejaron de funcionar junto con la Torre del Edén, Los pocos miembros de la Rebelión se vieron obligada a ocultarse mientras que el Culto de Obsidiana tenía el dominio total de todo lo conocido de Edén Lejano. 
Tiempo después de los eventos acontecidos; en uno de los Reptadores que se lograron salvar del ataque de Víctor y su grupo, una chica pelirroja de nombre Joule Adams despierta de su sueño criogénico junto con su núcleobot y compañero MA-3K al que llama cariñosamente "MACK". Descubriendo que los trabajos de terraformación y colonización del planeta están detenidos y que los núcleobot que se encuentran en su camino mientras investigan son muy hostiles contra ella.
Comenzando así su aventura para averiguar que ocurrió mientras ella dormía y reactivar el proceso de terraformación.

## Jugabilidad
El juego de ReCore es un juego de disparos en tercera persona, con la exploración, recolección, combate y aventura con un toque de RPG. 
El objetivo principal del juego es llegar a la torre del Edén y derrotar a VICTOR para así activar la terraformación una vez más; para esto exploraremos las 6 diferentes áreas que ofrece el juego, en donde debemos buscar y encontrar objetos como partes de núcleobot, astillas de núcleos y núcleos completos de los núcleobot que derrotamos durante la campaña, las cuales junto con planos que obtenemos de las "cajas de suministros" se utilizaran para la creación de piezas que mejoraran el desempeño y aumentan el poder de cada uno de los núcleobot aliados. 
Otro objeto que se debe de buscar para poder avanzar en el juego son los Núcleos Primaticos, los cuales son núcleos de color blanco brillante y que a simple vista tiene un efecto semejante al de un caleidoscopio. A lo largo de todo el mundo y los calabozos existen cerca de 90 núcleos prismáticos siendo un mínimo de 33 los necesarios para poder llegar hasta el último piso de la Torre de Edén; algunos se obtienen en los desafíos de los calabozos, otros se encuentran enterrados en la arena, algunos mas están en contenedores especiales ocultos en salientes y cuevas del mapa, y varios se obtendrán al derrotar y extraerlos de los jefes principales de varios calabozos.
También posee un componente de personalización en los núcleobot, ya que muchas de los planos que se consiguen para crear nuevas piezas para los núcleobot ofrecen una gran variedad de colores, diseños y efectos los cuales no solo afectan estéticamente a nuestros compañeros, también afectan el desempeño en combate de estos; por lo que se debe poner especial atención al momento de elegir que componentes fabricar y colocar en los núcleobot..
Es un juego que requiere de mucha exploración para recolectar todo lo necesario que permita avanzar en la historia por lo que visitaras zonas que ya recorriste antes en varias ocasiones: así como de combatir varias veces contra los enemigos que encuentras en tu camino para además de conseguir piezas conseguir experiencia para Joule y los núcleobot que te acompañan, siendo el nivel 40 el máximo que se puede conseguir en el juego. Para desafiar a VICTOR en la Torre de Edén se recomienda mínimo un nivel de 28 para que las batallas no sean tan difíciles.

## Desarrollo
El concepto del juego fue aportado por Keiji Inafune, quien dio la idea de transmitir mediante un juego la sensación de supervivencia en un mundo lejano mientras la humanidad se encuentra al borde de la extinción.           
El juego fue diseñado por Comcept Inc. un estudio fundado por Keiji Inafune; en asociación con Armature Studio el cual estaba conformado por diseñadores que trabajaron en Metroid Prime 3: Corruption. Y posteriormente Asobo Studio ayudó en una parte del desarrollo, en la creación del mundo y los enemigos del juego.
El desarrollo del juego como tal comenzó en el año 2014 y poco más de 1 año después comenzó se con la producción. Entre lo primero que se desarrolló fueron los robots los cuales causaron varios problemas en el diseño anatómico y funciones de estos, los cuales se resolverían más tarde cuando se añadieron lo núcleos y se definió su función en los juegos.
Se decidió crear una historia simple que sirviera como un telón de fondo emocional, la cual fue desarrollada por escritor Joseph Staten. La dirección del juego corrió a cargo de Mark Pacini y la música fue compuesta por Chad Seiter.
El trabajo de desarrollo principal se dividió entre Armature Studio que desarrolló la parte técnica del juego para lo que se selecciono el motor gráfico UNITY 5; mientras Comcept Inc. se encargaría de la filosofía básica del mundo, los personajes y la historia. 

## Lanzamiento
El juego se reveló por primera vez en el E3 del año 2015 durante la conferencia de prensa de apertura de Microsoft; con un tráiler el cual reveló que el juego se lanzaría en el segundo trimestre de 2016 para Xbox One.
Para el 4 de enero de 2016 Microsoft anunció que también lanzaría el juego para Windows 10; y fue lanzado como el primer título del programa Play Anywhere de Xbox. dando la posibilidad de jugar ReCore tanto en Windows 10 como en Xbox One sin importar la plataforma para la que se compró originalmente.
Las fechas de lanzamiento de ReCore fueron las siguientes; el 13 de septiembre de 2016 fue lanzado en América del Norte y Australia, el 15 de septiembre de 2016 en Japón y 16 de septiembre de 2016 en Europa.
Ese mismo año, específicamente el 27 de septiembre de 2016 fue publicado un libro de arte del juego titulado «The Art of ReCore» el cual estaba a cargo de Dark Horse Comics | Dark Horse Books. En el cual podemos encontrar el arte original e inédito del juego, comentarios de los creadores, entre otras cosas mas. 
Una actualización posterior al lanzamiento fue lanzada para pulir el audio, el rendimiento, los puntos de referencia, el seguimiento de logros, las ubicaciones de colisión, los puntos de control y los puntos de reaparición y las largas pantallas de carga que fueron muy criticadas en Xbox One. 
La versión ReCore: Definitive Edition se lanzó el 29 de agosto de 2017 agregando contenido de la historia, áreas para explorar, entre otros cambios y correcciones en el juego; tanto para Xbox One como para PC en las plataformas de Microsoft y desde el 14 de septiembre de 2018 está disponible en Steam.

## Recepción
ReCore recibió críticas "mixtas o promedio" según las reseñas en Metacritic; fue el quinto videojuego minorista más vendido en el Reino Unido en su semana de lanzamiento, según Chart-Track. 
Nominado para los Unity Awards 2016 en la categoría de Mejores imágenes 3D y para Xbox Game of the Year en los Golden Joystick Awards de ese mismo año. 
Las principales quejas del juego recayeron en el diseño del juego ya que se argumento que las misiones de búsqueda eran repetitivas y estaban sobreexplotadas como parte de la experiencia de juego, y no hacían justicia a la narrativa. 
Las mazmorras fueron acusadas de ser "formulistas", aburridas y repetitivas; las habilidades de combate llegaron a ser calificadas fáciles de aprender debido a su simplicidad pero sosas a largo plazo. La diversidad visual también fue criticada debido a que no variaban mucho una zona de otra del mundo. Además de contar con el problema de los tiempos de carga del juego en Xbox One, lo cuales se llegaron a reportar de hasta 4 minutos de duración.
El lanzamiento de la actualización de la Definitive Edition se encontró con una recepción más positiva debido a las correcciones técnicas, los tiempos de carga mejorados, los cambios en el juego y el contenido adicional.  
Actualmente el juego cuenta con una calificación de 3.9 en la Microsoft Store y con Reseñas Positivas en Steam.
- Datos: Q20189505